# Одесская (станция метро)
«Одесская» (укр. Одеська,  (слушать)о файле) — проектируемая станция Харьковского метрополитена, будущая временная юго-западная конечная Алексеевской линии. Открытие станции пока неизвестно.
Начать строительство планировалось в 2022 году. В отдалённой перспективе планируется переход на одноимённую станцию четвёртой (Кольцевой) линии Харьковского метрополитена. Будет ближайшей станцией к Харьковскому аэропорту.

## Строительство
Планировалось сразу после завершения чемпионат Европы по футболу 2012 года, но было отложено до пуска станции «Победа».
Для строительства станций «Одесская» и «Державинская» и обновления подвижного состава метрополитена Европейский банк реконструкции и развития и Европейский инвестиционный банк готовы выделить 305 миллионов евро: в частности, на строительство 3,47 км участка от станции «Метростроителей» до станции «Одесская» — 202,1 млн евро, на обновление подвижного состава — 76,3 млн евро, на строительство электродепо ТЧ-3 «Алексеевское» — 48,5 млн. Ориентировочно новый участок метро позволит увеличить пассажиропоток на 25 млн человек в год.
Согласно распоряжению Кабинета министров Украины от 11 ноября 2015 года № 1172 предполагается строительство 3,47 километров путей метрополитена и двух новых станций — «Державинской» и «Одесской», которое планировалось начать осенью 2019 года.
По словам зам. директора строительства метрополитена Анатолия Кравчука, начало проходки проектом и технологией строительства предусматривается начать с района станции «Одесской». Там будет обустроен стартовый котлован. В районе супермаркета «Класс» уже есть огороженный специально для этой цели в 90-х годах прошлого века участок. Там сейчас временно находится автостоянка.
Этот участок расширят и тоннеле проходческий щит — тоннелепроходческийкомплекс, которого в Харькове ещё не было. Он позволит строить тоннель в 10 раз быстрее.
Между станциями «Одесская» и «Державинская» планировалось в будущем открыть станцию «Каштановая», однако в 2017 году городской голова Харькова заявил, что станция «Каштановая» строиться не будет
Совет директоров Европейского инвестиционного банка (ЕИБ) 19 сентября 2017 года одобрил выделение Харькову кредита на 160 млн евро для продления Алексеевской ветки метрополитена на 3,5 км и строительства двух станций метро — «Державинской» и «Одесской».
В 2017 году была опубликована визуализация интерьера станции.
Строительство станции планировали начать в конце 2018 года, однако тендер на проведение строительных работ по подготовке территории прошёл только в августе 2019, а начало самих работ было назначено на конец 2019. Однако, по состоянию на 16 декабря 2019 г. данных о начале строительства нет. Сроки начала строительства сдвинуты на конец 2021 года.
Строительство планировалось начать в начале 2022 года, а открытие самой станции планировалось до 2025 года.